# Parafia greckokatolicka Wniebowstąpienia Pańskiego w Radomiu
Parafia greckokatolicka Wniebowstąpienia Pańskiego w Radomiu – parafia greckokatolicka w Radomiu, w dekanacie rzeszowsko-sanockim archieparchii przemysko-warszawskiej. Nabożeństwa odprawiane są w kaplicy Matki Bożej Częstochowskiej przy rzymskokatolickim kościele parafialnym pod wezwaniem św. Kazimierza